# Paliurus spina-christi
Épine-du-Christ
Espèce
Synonymes
- Paliurus aculeatus Lam.[2] [3]
- Paliurus australis Gaertn.[2] [3]
- Rhamnus paliurus L.[2] [3]

Paliurus spina-christi, l'Épine-du-Christ ou Paliure épine-du-Christ, est une espèce de plantes à fleurs de la famille des Rhamnacées. C'est une plante ligneuse.

## Liste des variétés
Selon Tropicos (28 octobre 2018) (Attention liste brute contenant possiblement des synonymes) :
- variété Paliurus spina-christi var. apterus Beck, 1921
- variété Paliurus spina-christi var. macrocarpus Beck, 1921
- variété Paliurus spina-christi var. rotundifolius Beck, 1921
- variété Paliurus spina-christi var. spina-christi